# EL PRODUCE
有限会社エル・プロデュース（EL PRODUCE）は、渋谷区に本社を構える音楽関連企業。2001年にYAMAHAから独立し設立。代表取締役は井出祐昭。

## 代表作品
- 新宿・渋谷駅 初代発車メロディ[2]
- AQUOS 一部機種着信音等[3]

ほか